# Datarock
Datarock je hudební skupina pocházející z norského Bergenu. Jádro kapely tvoří Fredrik Saroea a Ketil Mosnes, naživo vystupují ve čtyřčlenném složení.

## Historie
Kapelu založil zpěvák, kytarista a bývalý závodní jezdec na BMX Fredrik Saroea s klávesákem Ketilem Mosnesem. Později se k nim přidali Tom Mæland a Kevin O'Brien, kteří však působili jen krátce (3, resp. 1 rok).
Oficiální vznik skupiny se datuje do roku 2003 (po odchodu Mælanda a O'Briena), ačkoli Saroea a Mosnes se potkali již v roce 2000 a jejich první EP vyšlo o rok později.
První vystoupení Datarock se odehrálo roku 2000 na klubovém večírku pořádaném zpěvačkou Annie. Po úspěchu se stali trvalou součástí klubové noci a brzy z nich byla vyhledávaná atrakce. Velký průlom zaznamenal oblíbený singl „Computer Camp Love", který charakterizoval jejich zvuk.
Debutové album s poněkud nezvyklým názvem Datarock Datarock vydali na sklonku roku 2005 na vlastním labelu Young Aspiring Professionals a to hned v deseti zemích světa. Hlavně v Británii se setkalo s velkým zájmem, singl „Computer Camp Love" zařadil časopis Rolling Stone na 88. místo v hodnocení nejlepších 100 singlů roku 2007. Norské duo se inspirovalo kapelami jako Talking Heads nebo Happy Mondays, do popředí zájmu se dostalo díky pozvolna se formujícímu stylu new rave. To, že Datarock hráli new rave dříve než byl definován Klaxons jim vyneslo velkou publicitu. Byli pozváni na NME New Rave Tour, kde si zahráli po boku tehdy začínajících Shitdisco a již zmíněných Klaxons.
Poslední dva roky strávili Saroea a Mosnes koncertováním po celém světě (navštívili už 27 zemí). Jejich zatím posledním studiovým počinem je pětipísňové EP See What I Care EP, které vyšlo v květnu 2007. Produkoval ho Kato Adland, spolupracovník Röyksopp.
Datarock u nás koncertovali naposledy 12. února 2008 v pražské Akropoli v rámci Midnight Sun Sessions. V létě 2007 vystoupili na festivalu Pohoda v Trenčíně. Aktuální deska Red vyšla 8. června 2009.

## Zajímavosti
- Naživo vystupují zásadně v masivních černých brýlích a červených teplákovkách, které jim na zakázku navrhla Vivian Westwood.
- Všichni čtyři členové koncertního složení aktivně jezdili nebo jezdí na BMX.
- Jejich hudba se objevila v norském filmu Slaps.
- Jejich písně uslyšíte v norském, resp. švýcarském snowboardovém dokumentu Victory a King Size.
- Píseň „Fa Fa Fa“ se objevila v reklamě na Coca-Colu a počítačových hrách NHL 08, FIFA 08 a NBA Live 08
- Fredrik Saroea nazpíval duet spolu s norskou popovou zpěvačkou Annie.

## Diskografie

### Studiová alba
- 2005: Datarock Datarock
- 2009: Red

### EP
- 2001: Datarock/Stockhaus Split EP
- 2002: Demo/Greatest Hits EP
- 2003: I Know What Boys Like
- 2003: Computer Camp Love
- 2006: Fa Fa Fa
- 2006: I Used To Dance With My Daddy
- 2007: See What I Care EP

### Singly
- 2001: „Computer Camp Love“
- 2005: „I Used To Dance With My Daddy“
- 2005: „Fa Fa Fa“